# 3 de 9 amb folre i l'agulla
El 3 de 9 amb folre i l'agulla, també anomenat tres de nou amb folre i el pilar, és un castell de gamma extra de 9 pisos d'alçada i 3 persones per pis de tronc, que en descarregar-se deixa enmig de l'estructura un pilar de 7 amb folre.
L'estructura d'aquest castell és, doncs, més complexa que la d'un 3 de 9 amb folre, ja que el cor del castell, la part interna de la pinya i del folre, ha d'estar dissenyada per aguantar també un pilar de set. Una vegada l'enxaneta fa l'aleta al 3 i comença a baixar del castell, l'acotxador entra al pilar com a enxaneta. Com la resta de castells amb l'agulla, aquesta construcció només es considera carregada quan únicament el pilar al complet resta sobre el folre, és a dir, quan l'estructura del 3 s'ha desmuntat completament.

## Història
Aquesta combinació de posar un pilar (anomenat agulla) dins d'un castell ha estat històricament característica i gairebé única dels castells d'estructura de quatre, tot i que algunes colles també ho han anat fent amb el tres, normalment amb el tres de sis i amb el tres de set. El primer 3 de 8 amb l'agulla, el van realitzar els Castellers de Vilafranca (el 29 d'octubre del 2006 a Sitges). L'any següent se'l varen plantejar de nous pisos per la Diada de Tots Sants, però la caiguda inicial del 5 de 9 amb folre feu que no es portés a plaça.
Un any després, la Colla Vella dels Xiquets de Valls es plantejà el castell de nou de cara a la Diada de Sant Fèlix així com els de Vilafranca, però només la Vella el va acabar intentant sense èxit. Així doncs, el primer intent de 3 de 9 amb folre i agulla de la història, el va fer la Colla Vella dels Xiquets de Valls a Vilafranca del Penedès el 30 d'agost del 2008 durant la Diada de Sant Fèlix 2008. La mateixa colla el tornaria a intentar per Santa Úrsula d'aquell mateix any, al mes d'octubre, novament sense èxit.
Això no obstant, la primera colla a carregar el 3 de 9 amb folre i agulla, i al primer intent, van ser els Minyons de Terrassa el 16 de novembre del 2008, en la seva XXX Diada de la Colla al Raval de Montserrat de Terrassa, plaça que es convertiria ja per sempre en el marc del primer 3 de 9 amb folre i agulla de la història.
A la diada de Sant Ramon de la Festa Major de Vilafranca del Penedès del 31 d'agost del 2009 els Castellers de Vilafranca, després d'un intent infructuós que van realitzar el dia anterior en l'actuació de Sant Fèlix, finalment aconseguien carregar i descarregar per primer cop aquest castell.
La Colla Jove dels Xiquets de Tarragona l'intentà sense èxit el 5 d'octubre del 2014 en el marc del XXV Concurs de Castells a Tarragona i el 18 de setembre del 2016, a la Diada del Primer Diumenge de festes, ambdues ocasions quedant-se en intent. En canvi, tan sols 6 dies més tard, la Colla Jove va carregar per primera vegada a la seva història aquest castell, a la Diada de Santa Tecla, a la Plaça de la Font de Tarragona, i va aconseguir descarregar-lo per primera vegada el 2 d'octubre de 2016 en el XXVI Concurs de castells de Tarragona, convertint-se en la segona colla de la història que el descarregava. La tercera en descarregar-lo foren els Minyons de Terrassa que, vuit anys després d'haver-lo carregat per primer cop, el descarregaren a Girona a la diada de Sant Narcís.
El 2017, fins a quatre colles el van portar a plaça. Els Castellers de Vilafranca i la Jove de Tarragona, que el van poder descarregar i carregar respectivament, i les dues colles dels Xiquets de Valls. La Colla Vella en va fer un intent desmuntat a la diada del Mercadal, el 7 d'octubre a Reus, mentre que la Colla Joves en va fer els seus primers intents desmuntats a la diada de Santa Úrsula, que també eren els primers que veia la ciutat de Valls. Aquell any, els Minyons no en van fer cap intent.

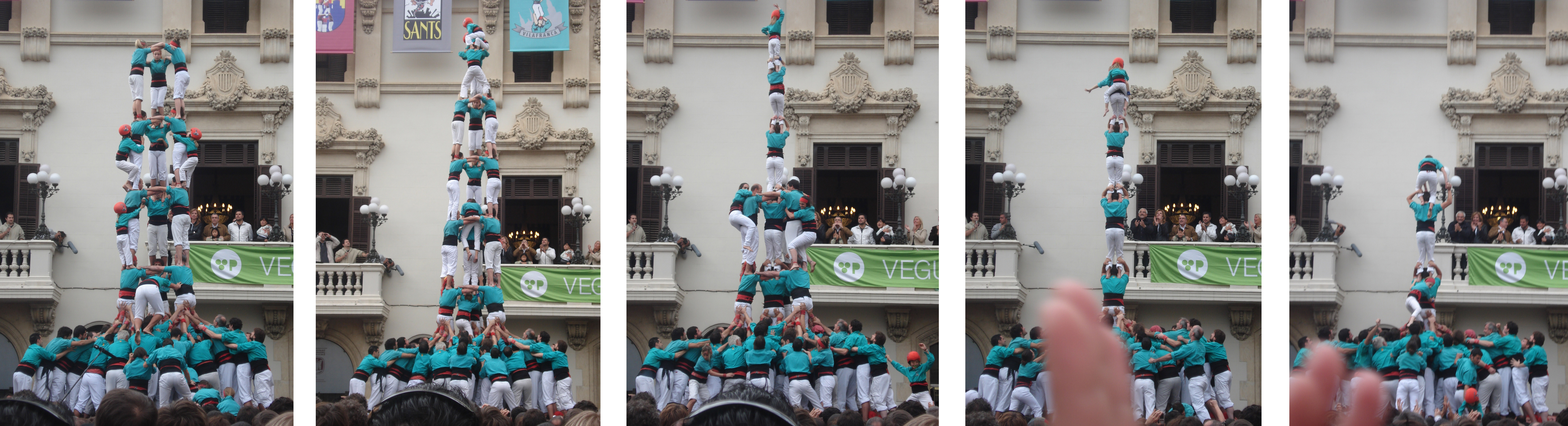
Seqüència del segon 3 de 9 amb folre i agulla descarregat en la història pels Castellers de Vilafranca (1 de novembre de 2010)

### Cronologia
La següent taula mostra una cronologia dels intents de 3 de 9 amb folre i agulla fets fins a l'actualitat. Hi figuren les colles que l'han intentat, la data, la diada, la plaça, el resultat del castell, els altres castells intentats en l'actuació i un comentari d'algunes de les temptatives.
| \| Núm. \| Colla \| Data \| Diada \| Plaça \| Resultat \| Actuació \| Notes \| \| ---- \| --------------------------------- \| ---------------------- \| ---------------------------------- \| ---------------------------------------- \| ----------- \| ------------------------------------------------------ \| ---------------------------------------------------------------------------------------------------------------------------------------------------------- \| \| 1 \| Colla Vella dels Xiquets de Valls \| 30 d'agost de 2008 \| Diada de Sant Fèlix \| Plaça de la Vila, Vilafranca del Penedès \| Intent \| 3de9f, 3de9fp(i), 3de8p, 2de9fm(c), Pde8fm(c) \| Primer intent de 3de9fp de la història. Primer intent de 3de9fp de la Colla Vella dels Xiquets de Valls. Primer intent de 3de9fp a Vilafranca del Penedès. \| \| 2 \| Colla Vella dels Xiquets de Valls \| 26 d'octubre de 2008 \| Diada de Santa Úrsula \| Plaça del Blat, Valls \| Intent \| 2de9fm(c), 3de9fp(i), 4de8p(id), 4de8p(id), Pde8fm(c) \| Primer intent de 3de9fp a Valls. \| \| 3 \| Minyons de Terrassa \| 16 de novembre de 2008 \| XXX Diada dels Minyons de Terrassa \| Raval de Montserrat, Terrassa \| Carregat \| 3de9fa(c), 4de9f, Pde8fm(c), Pde6 \| Primer 3de9fa carregat de la història. Primer 3de9fa carregat dels Minyons de Terrassa. Primer 3de9fa carregat a Terrassa. \| \| 4 \| Castellers de Vilafranca \| 30 d'agost de 2009 \| Diada de Sant Fèlix \| Plaça de la Vila, Vilafranca del Penedès \| Intent \| 4de9fa, 3de10fm(i), Tde9fm, 3de9fa(i), 4de9f, Pde7f(i) \| Primer intent de 3de9fa dels Castellers de Vilafranca. \| \| 5 \| Castellers de Vilafranca \| 31 d'agost de 2009 \| Diada de Sant Ramon \| Plaça de la Vila, Vilafranca del Penedès \| Descarregat \| 4de9f, 3de9fa, Pde8fm(c) \| Primer 3de9fa descarregat de la història. Primer 3de9fa descarregat dels Castellers de Vilafranca. Primer 3de9fa descarregat a Vilafranca del Penedès. \| \| 6 \| Castellers de Vilafranca \| 1 de novembre de 2010 \| Diada de Tots Sants \| Plaça de la Vila, Vilafranca del Penedès \| Descarregat \| 4de9fa, Tde8sf, 3de9fa, Pde8fm \| \| |                                   |                        |                                    |                                          |             |                                                        | |
| Núm. | Colla                             | Data                   | Diada                              | Plaça                                    | Resultat    | Actuació                                               | Notes |
| 1 | Colla Vella dels Xiquets de Valls | 30 d'agost de 2008     | Diada de Sant Fèlix                | Plaça de la Vila, Vilafranca del Penedès | Intent      | 3de9f, 3de9fp(i), 3de8p, 2de9fm(c), Pde8fm(c)          | Primer intent de 3de9fp de la història. Primer intent de 3de9fp de la Colla Vella dels Xiquets de Valls. Primer intent de 3de9fp a Vilafranca del Penedès. |
| 2 | Colla Vella dels Xiquets de Valls | 26 d'octubre de 2008   | Diada de Santa Úrsula              | Plaça del Blat, Valls                    | Intent      | 2de9fm(c), 3de9fp(i), 4de8p(id), 4de8p(id), Pde8fm(c)  | Primer intent de 3de9fp a Valls. |
| 3 | Minyons de Terrassa               | 16 de novembre de 2008 | XXX Diada dels Minyons de Terrassa | Raval de Montserrat, Terrassa            | Carregat    | 3de9fa(c), 4de9f, Pde8fm(c), Pde6                      | Primer 3de9fa carregat de la història. Primer 3de9fa carregat dels Minyons de Terrassa. Primer 3de9fa carregat a Terrassa.                                 |
| 4 | Castellers de Vilafranca          | 30 d'agost de 2009     | Diada de Sant Fèlix                | Plaça de la Vila, Vilafranca del Penedès | Intent      | 4de9fa, 3de10fm(i), Tde9fm, 3de9fa(i), 4de9f, Pde7f(i) | Primer intent de 3de9fa dels Castellers de Vilafranca. |
| 5 | Castellers de Vilafranca          | 31 d'agost de 2009     | Diada de Sant Ramon                | Plaça de la Vila, Vilafranca del Penedès | Descarregat | 4de9f, 3de9fa, Pde8fm(c)                               | Primer 3de9fa descarregat de la història. Primer 3de9fa descarregat dels Castellers de Vilafranca. Primer 3de9fa descarregat a Vilafranca del Penedès.     |
| 6 | Castellers de Vilafranca          | 1 de novembre de 2010  | Diada de Tots Sants                | Plaça de la Vila, Vilafranca del Penedès | Descarregat | 4de9fa, Tde8sf, 3de9fa, Pde8fm                         | |

| Núm. | Colla                             | Data                   | Diada                              | Plaça                                    | Resultat    | Actuació                                               | Notes |
| ---- | --------------------------------- | ---------------------- | ---------------------------------- | ---------------------------------------- | ----------- | ------------------------------------------------------ | --- |
| 1    | Colla Vella dels Xiquets de Valls | 30 d'agost de 2008     | Diada de Sant Fèlix                | Plaça de la Vila, Vilafranca del Penedès | Intent      | 3de9f, 3de9fp(i), 3de8p, 2de9fm(c), Pde8fm(c)          | Primer intent de 3de9fp de la història. Primer intent de 3de9fp de la Colla Vella dels Xiquets de Valls. Primer intent de 3de9fp a Vilafranca del Penedès. |
| 2    | Colla Vella dels Xiquets de Valls | 26 d'octubre de 2008   | Diada de Santa Úrsula              | Plaça del Blat, Valls                    | Intent      | 2de9fm(c), 3de9fp(i), 4de8p(id), 4de8p(id), Pde8fm(c)  | Primer intent de 3de9fp a Valls. |
| 3    | Minyons de Terrassa               | 16 de novembre de 2008 | XXX Diada dels Minyons de Terrassa | Raval de Montserrat, Terrassa            | Carregat    | 3de9fa(c), 4de9f, Pde8fm(c), Pde6                      | Primer 3de9fa carregat de la història. Primer 3de9fa carregat dels Minyons de Terrassa. Primer 3de9fa carregat a Terrassa.                                 |
| 4    | Castellers de Vilafranca          | 30 d'agost de 2009     | Diada de Sant Fèlix                | Plaça de la Vila, Vilafranca del Penedès | Intent      | 4de9fa, 3de10fm(i), Tde9fm, 3de9fa(i), 4de9f, Pde7f(i) | Primer intent de 3de9fa dels Castellers de Vilafranca. |
| 5    | Castellers de Vilafranca          | 31 d'agost de 2009     | Diada de Sant Ramon                | Plaça de la Vila, Vilafranca del Penedès | Descarregat | 4de9f, 3de9fa, Pde8fm(c)                               | Primer 3de9fa descarregat de la història. Primer 3de9fa descarregat dels Castellers de Vilafranca. Primer 3de9fa descarregat a Vilafranca del Penedès.     |
| 6    | Castellers de Vilafranca          | 1 de novembre de 2010  | Diada de Tots Sants                | Plaça de la Vila, Vilafranca del Penedès | Descarregat | 4de9fa, Tde8sf, 3de9fa, Pde8fm                         | |

| \| Núm. \| Colla \| Data \| Diada \| Plaça \| Resultat \| Actuació \| Notes \| \| ---- \| --------------------------------- \| ---------------------- \| -------------------------------------------------- \| ----------------------------------------------- \| ---------------- \| ----------------------------------------------------------- \| ------------------------------------------------------------------------------------------------- \| \| 7 \| Castellers de Vilafranca \| 25 de setembre de 2011 \| Diada de la Mercè \| Plaça de Sant Jaume, Barcelona \| Intent \| 4de9f, 3de9fa(i), 3de9fa, Td9fm, Pde8fm \| Primer intent de 3de9fa a Barcelona. \| \| 8 \| Castellers de Vilafranca \| 25 de setembre de 2011 \| Diada de la Mercè \| Plaça de Sant Jaume, Barcelona \| Descarregat \| 4de9f, 3de9fa(i), 3de9fa, Td9fm, Pde8fm \| Primer 3de9fa descarregat a Barcelona. \| \| 9 \| Castellers de Vilafranca \| 26 d'agost de 2012 \| Diada de Festa Major a L'Arboç \| Plaça de la Vila, L'Arboç \| Descarregat \| 4de9f, 3de9fa, 3de9f, Pde8fm \| Primer 3de9fa descarregat a l'Arboç. \| \| 10 \| Castellers de Vilafranca \| 30 d'agost de 2012 \| Diada de Sant Fèlix \| Plaça de la Vila, Vilafranca del Penedès \| Descarregat \| 4de9fa, 3de9fa, Tde8sf, Pde8fm \| \| \| 11 \| Castellers de Vilafranca \| 16 de setembre de 2012 \| Diada del primer diumenge de festes de Santa Tecla \| Plaça de la Font, Tarragona \| Intent \| 4de9f, 3de9fa(i), 3de9f, 3de8a, Pde5 \| Primer intent de 3de9fa a Tarragona. \| \| 12 \| Castellers de Vilafranca \| 7 d'octubre de 2012 \| XXIV Concurs de Castells de Tarragona \| Tarraco Arena Plaça, Tarragona \| Carregat \| 4de9fa(c), 3de9fa(c), Tde8sf, 4de9sf \| Primer 3de9fa carregat a Tarragona. \| \| 13 \| Castellers de Vilafranca \| 24 d'agost de 2013 \| Festa Major del Catllar \| Plaça de la Vila, El Catllar \| Descarregat \| 3de9fa, Tde9fm, 4de9f, Pde7f \| Primer 3de9fa descarregat al Catllar. \| \| 14 \| Castellers de Vilafranca \| 22 de setembre de 2013 \| Diada de la Mercè \| Plaça de Sant Jaume, Barcelona \| Descarregat \| 4de9f, 3de9fa, 9de8, Pde7f \| \| \| 15 \| Castellers de Vilafranca \| 5 d'octubre de 2013 \| Diada del Mercadal \| Plaça del Mercadal, Reus \| Descarregat \| 9de8, 3de9fa, 4de9f, Pde8fm \| Primer 3de9fa descarregat a Reus. \| \| 16 \| Castellers de Vilafranca \| 23 d'agost de 2014 \| Diada del Catllar \| Plaça de la Vila, El Catllar \| Descarregat \| 9de8, 3de9fa, 3de9f, Pde7f \| \| \| 17 \| Castellers de Vilafranca \| 14 de setembre de 2014 \| Diada del primer diumenge de festes de Santa Tecla \| Plaça de la Font, Tarragona \| Descarregat \| 9de8, 4de9fa, 3de9fa, Pde8fm \| Primer 3de9fa descarregat a Tarragona. \| \| 18 \| Castellers de Vilafranca \| 21 de setembre de 2014 \| Diada de la Mercè \| Plaça de Sant Jaume, Barcelona \| Descarregat \| 9de8, 3de9fa, 4de9f, Pde7f \| \| \| 19 \| Castellers de Vilafranca \| 5 d'octubre de 2014 \| XXV Concurs de Castells de Tarragona \| Tarraco Arena Plaça, Tarragona \| Descarregat \| 4de9fa, 3de9fa, Tde8sf(c), 3de10fm(c) \| \| \| 20 \| Colla Jove Xiquets de Tarragona \| 5 d'octubre de 2014 \| XXV Concurs de Castells de Tarragona \| Tarraco Arena Plaça, Tarragona \| Intent \| 9de8, 5de9f, 3de9fa(i), 3de10fm(c) \| Primer intent de 3de9fa de la Colla Jove Xiquets de Tarragona. \| \| 21 \| Castellers de Vilafranca \| 26 de juliol de 2015 \| Diada de Les Santes \| Plaça de Santa Anna, Mataró \| Intent \| Tde9fm, 4de9f, 3de9fa(i), 3de9f, Pde8fm \| Primer intent de 3de9fa a Mataró. \| \| 22 \| Castellers de Vilafranca \| 22 d'agost de 2015 \| Diada del Catllar \| Plaça de la Vila, El Catllar \| Descarregat \| Tde9fm, 3de9fa, 3de9f, Pde8fm \| \| \| 23 \| Castellers de Vilafranca \| 23 d'agost de 2015 \| Diada de Festa Major a L'Arboç \| Plaça de la Vila, L'Arboç \| Descarregat \| Tde9fm, 3de9fa, 3de9f, Pde8fm \| \| \| 24 \| Castellers de Vilafranca \| 30 d'agost de 2015 \| Diada de Sant Fèlix \| Plaça de la Vila, Vilafranca del Penedès \| Descarregat \| 3de9fa, 3de10fm(id), 3de10fm(c), Tde8sf(c), Pde8fm \| \| \| 25 \| Castellers de Vilafranca \| 20 de setembre de 2015 \| Diada del primer diumenge de festes de Santa Tecla \| Plaça de la Font, Tarragona \| Descarregat \| 3de10fm(c), 3de9fa, Tde8sf(c), Pde8fm \| \| \| 26 \| Castellers de Vilafranca \| 3 d'octubre de 2015 \| Diada del Mercadal \| Plaça del Mercadal, Reus \| Descarregat \| 3de9fa, 3de9f, Tde9fm, Pde8fm \| \| \| 27 \| Castellers de Vilafranca \| 1 de novembre de 2015 \| Diada de Tots Sants \| Plaça de la Vila, Vilafranca del Penedès \| Descarregat \| 3de9fa, Tde8sf, 3de10fm, Pde8fm \| \| \| 28 \| Minyons de Terrassa \| 22 de novembre de 2015 \| XXXVII Diada dels Minyons de Terrassa \| Plaça Vella, Terrassa \| Carregat \| 3de10fm, 4de10fm, 3de9fa(c), Pde8fm \| \| \| 29 \| Castellers de Vilafranca \| 24 de juliol de 2016 \| Diada de Les Santes \| Plaça de Santa Anna, Mataró \| Descarregat \| Tde9fm(i), 3de9f, 3de9fa, 4de9f, Pde8fm \| Primer 3de9fa descarregat a Mataró. \| \| 30 \| Castellers de Vilafranca \| 30 de juliol de 2016 \| Diada Festa Major \| Plaça de la Vila, Vilanova i la Geltrú \| Descarregat \| Tde9fm, 3de10fm, 3de9fa, Pde8fm \| Primer 3de9fa descarregat a Vilanova i la Geltrú. \| \| 31 \| Castellers de Vilafranca \| 15 d'agost de 2016 \| Diada de Festa Major de La Bisbal del Penedès \| Carrer del Doctor Robert, La Bisbal del Penedès \| Descarregat \| 3de9fa, 3de8ps, 4de9f, Pde7f \| Primer 3de9fa descarregat a la Bisbal del Penedès. \| \| 32 \| Castellers de Vilafranca \| 27 d'agost de 2016 \| Diada de Festa Major del Catllar \| Plaça de la Vila, El Catllar \| Descarregat \| 3de9fa, Tde9fm, 4de9f, Pde8fm \| \| \| 33 \| Castellers de Vilafranca \| 30 d'agost de 2016 \| Diada de Sant Fèlix \| Plaça de la Vila, Vilafranca del Penedès \| Intent desmuntat \| 3de10fm, 4de10fm(i), 3de9fa(id), 3de9fa, 4de10fm(c), Pde8fm \| \| \| 34 \| Castellers de Vilafranca \| 30 d'agost de 2016 \| Diada de Sant Fèlix \| Plaça de la Vila, Vilafranca del Penedès \| Descarregat \| 3de10fm, 4de10fm(i), 3de9fa(id), 3de9fa 4de10fm(c), Pde8fm \| \| \| 35 \| Castellers de Vilafranca \| 18 de setembre de 2016 \| Diada del primer diumenge de festes de Santa Tecla \| Plaça de la Font, Tarragona \| Descarregat \| 3de10fm, 3de9fa 2de9fm, Pde8fm \| \| \| 36 \| Colla Jove Xiquets de Tarragona \| 18 de setembre de 2016 \| Diada del primer diumenge de festes de Santa Tecla \| Plaça de la Font, Tarragona \| Intent \| 5de9f, 3de9fa(i), 4de9f, 9de8 Pde8fm(c) \| \| \| 37 \| Colla Jove Xiquets de Tarragona \| 23 de setembre de 2016 \| Diada de Santa Tecla \| Plaça de la Font, Tarragona \| Carregat \| 5de9f, 3de9fa(c), 9de8 \| Primer 3d9fa carregat de la Colla Jove Xiquets de Tarragona. \| \| 38 \| Colla Jove Xiquets de Tarragona \| 2 d'octubre de 2016 \| XXVI Concurs de Castells de Tarragona \| Tarraco Arena Plaça, Tarragona \| Descarregat \| 5de9f, 3de9fa, 3de10fm(i), 9de8 \| Primer 3d9fa descarregat de la Colla Jove Xiquets de Tarragona. \| \| 39 \| Colla Jove Xiquets de Tarragona \| 16 d'octubre de 2016 \| Diada de Santa Teresa \| Plaça Vella, El Vendrell \| Intent \| 3de10fm, 5de9f, 3de9fa(i), 9de8 \| Primer intent de 3de9fa al Vendrell. \| \| 40 \| Minyons de Terrassa \| 30 d'octubre de 2016 \| Diada de Sant Narcís \| Plaça del Vi, Girona \| Descarregat \| 3de10fm(c), 3de9fa, 5de9f, Pde8fm \| Primer 3d9fa descarregat dels Minyons de Terrassa. Primer 3de9fa descarregat a Girona. \| \| 41 \| Castellers de Vilafranca \| 1 de novembre de 2016 \| Diada de Tots Sants \| Plaça de la Vila, Vilafranca del Penedès \| Descarregat \| 3de10fm, 3de9fa 4de9sf, Pde8fm \| \| \| 42 \| Minyons de Terrassa \| 20 de novembre de 2016 \| Diada dels Minyons de Terrassa \| Plaça Vella, Terrassa \| Descarregat \| 3de10fm, 4de10fm, 2de8sf(i), 3de9fa, Pde8fm \| Primer 3de9fa descarregat a Terrassa. \| \| 43 \| Castellers de Vilafranca \| 10 de juny de 2017 \| Diada del Pati \| Plaça del Pati, Valls \| Descarregat \| 3de9fa, Tde9fm, 4de9f, Pde7f(c) \| Primer 3de9fa descarregat a Valls. Primer castell de gamma extra que fa una colla forana a Valls. \| \| 44 \| Castellers de Vilafranca \| 8 de juliol de 2017 \| Diada del Pla de la Seu \| Pla de la Seu, Tarragona \| Descarregat \| 3de9fa, 4de9sf(i), 4de9f, 3de9f, 2 Pde5 \| \| \| 45 \| Castellers de Vilafranca \| 15 de juliol de 2017 \| Diada de les Cultures \| Plaça del Pou, Altafulla \| Descarregat \| 3de9fa, Tde9fm, 4de9f, Pde7f \| Primer 3de9fa descarregat a Altafulla. \| \| 46 \| Castellers de Vilafranca \| 15 d'agost de 2017 \| Festa Major de La Bisbal del Penedès \| Carrer del Doctor Robert, La Bisbal del Penedès \| Intent \| 3de9fa(i), 4de9f, Tde9fm, 4de9fa(c), Pde6 \| \| \| 47 \| Castellers de Vilafranca \| 26 d'agost de 2017 \| Festa Major del Catllar \| Plaça de la Vila, El Catllar \| Descarregat \| Tde9fm, 3de9fa, 4de9f, Pde7f \| \| \| 48 \| Castellers de Vilafranca \| 30 d'agost de 2017 \| Diada de Sant Fèlix \| Plaça de la Vila, Vilafranca del Penedès \| Descarregat \| 3de10fm, Tde8sf, 4de10fm(i), 3de9fa, Pde8fm \| \| \| 49 \| Colla Jove Xiquets de Tarragona \| 23 de setembre de 2017 \| Diada de Santa Tecla \| Plaça de la Font, Tarragona \| Carregat \| 5de9f, 3de9fa(c), 2de9fm, Pde8fm \| \| \| 50 \| Castellers de Vilafranca \| 7 d'octubre de 2017 \| Diada del Mercadal \| Plaça del Mercadal, Reus \| Descarregat \| 3de9fa, Tde9fm, Tde8sf, Pde8fm \| \| \| 51 \| Colla Vella dels Xiquets de Valls \| 7 d'octubre de 2017 \| Diada del Mercadal \| Plaça del Mercadal, Reus \| Intent desmuntat \| 5de9f, 4de10fm, 3de9fp(id), 9de8, Pde7f \| \| \| 52 \| Colla Joves Xiquets de Valls \| 22 d'octubre de 2017 \| Diada de Santa Úrsula \| Plaça del Blat, Valls \| Intent desmuntat \| 2de8sf(i), 3de9f, 3de9fp(id), 3de9fp(id), 2de8sf(c), Pde8fm \| Primer intent de 3de9fp de la Colla Joves Xiquets de Valls. \| \| 53 \| Colla Joves Xiquets de Valls \| 22 d'octubre de 2017 \| Diada de Santa Úrsula \| Plaça del Blat, Valls \| Intent desmuntat \| 2de8sf(i), 3de9f, 3de9fp(id), 3de9fp(id), 2de8sf(c), Pde8fm \| \| \| 54 \| Castellers de Vilafranca \| 1 de novembre de 2017 \| Diada de Tots Sants \| Plaça de la Vila, Vilafranca del Penedès \| Descarregat \| 3de10fm, Tde8sf, 3de9fa, Pde8fm(i), Pde8fm \| \| \| 55 \| Castellers de Vilafranca \| 30 d'agost de 2019 \| Diada de Sant Fèlix \| Plaça de la Vila, Vilafranca del Penedès \| Intent desmuntat \| 3de10fm(c), 3de9fa(id), 3de9fa, 4de9sf(id), Tde9fm, Pde8fm \| \| \| 56 \| Castellers de Vilafranca \| 30 d'agost de 2019 \| Diada de Sant Fèlix \| Plaça de la Vila, Vilafranca del Penedès \| Descarregat \| 3de10fm(c), 3de9fa(id), 3de9fa, 4de9sf(id), Tde9fm, Pde8fm \| \| \| 57 \| Castellers de Vilafranca \| 15 de setembre de 2019 \| Diada del primer diumenge de festes de Santa Tecla \| Plaça de la Font, Tarragona \| Intent \| Tde9fm, 3de9fa(i), 3de9f, 4de9f, Pde7f \| \| \| 58 \| Minyons de Terrassa \| 22 de setembre de 2019 \| Diada de la Mercè \| Plaça de Sant Jaume, Barcelona \| Intent \| 2de9fm, 3de9fa(i), 3de9f, 5de8, Pde7f \| \| \| 59 \| Castellers de Vilafranca \| 5 d'octubre de 2019 \| Diada del Mercadal \| Plaça del Mercadal, Reus \| Intent \| 3de9f, 3de9fa(i), 4de9f, Tde9fm, Pde7f \| \| |                                   |                        |                                                    |                                                 |                  |                                                             |                                                                                                   |
| Núm. | Colla                             | Data                   | Diada                                              | Plaça                                           | Resultat         | Actuació                                                    | Notes                                                                                             |
| 7 | Castellers de Vilafranca          | 25 de setembre de 2011 | Diada de la Mercè                                  | Plaça de Sant Jaume, Barcelona                  | Intent           | 4de9f, 3de9fa(i), 3de9fa, Td9fm, Pde8fm                     | Primer intent de 3de9fa a Barcelona.                                                              |
| 8 | Castellers de Vilafranca          | 25 de setembre de 2011 | Diada de la Mercè                                  | Plaça de Sant Jaume, Barcelona                  | Descarregat      | 4de9f, 3de9fa(i), 3de9fa, Td9fm, Pde8fm                     | Primer 3de9fa descarregat a Barcelona.                                                            |
| 9 | Castellers de Vilafranca          | 26 d'agost de 2012     | Diada de Festa Major a L'Arboç                     | Plaça de la Vila, L'Arboç                       | Descarregat      | 4de9f, 3de9fa, 3de9f, Pde8fm                                | Primer 3de9fa descarregat a l'Arboç.                                                              |
| 10 | Castellers de Vilafranca          | 30 d'agost de 2012     | Diada de Sant Fèlix                                | Plaça de la Vila, Vilafranca del Penedès        | Descarregat      | 4de9fa, 3de9fa, Tde8sf, Pde8fm                              |                                                                                                   |
| 11 | Castellers de Vilafranca          | 16 de setembre de 2012 | Diada del primer diumenge de festes de Santa Tecla | Plaça de la Font, Tarragona                     | Intent           | 4de9f, 3de9fa(i), 3de9f, 3de8a, Pde5                        | Primer intent de 3de9fa a Tarragona.                                                              |
| 12 | Castellers de Vilafranca          | 7 d'octubre de 2012    | XXIV Concurs de Castells de Tarragona              | Tarraco Arena Plaça, Tarragona                  | Carregat         | 4de9fa(c), 3de9fa(c), Tde8sf, 4de9sf                        | Primer 3de9fa carregat a Tarragona.                                                               |
| 13 | Castellers de Vilafranca          | 24 d'agost de 2013     | Festa Major del Catllar                            | Plaça de la Vila, El Catllar                    | Descarregat      | 3de9fa, Tde9fm, 4de9f, Pde7f                                | Primer 3de9fa descarregat al Catllar.                                                             |
| 14 | Castellers de Vilafranca          | 22 de setembre de 2013 | Diada de la Mercè                                  | Plaça de Sant Jaume, Barcelona                  | Descarregat      | 4de9f, 3de9fa, 9de8, Pde7f                                  |                                                                                                   |
| 15 | Castellers de Vilafranca          | 5 d'octubre de 2013    | Diada del Mercadal                                 | Plaça del Mercadal, Reus                        | Descarregat      | 9de8, 3de9fa, 4de9f, Pde8fm                                 | Primer 3de9fa descarregat a Reus.                                                                 |
| 16 | Castellers de Vilafranca          | 23 d'agost de 2014     | Diada del Catllar                                  | Plaça de la Vila, El Catllar                    | Descarregat      | 9de8, 3de9fa, 3de9f, Pde7f                                  |                                                                                                   |
| 17 | Castellers de Vilafranca          | 14 de setembre de 2014 | Diada del primer diumenge de festes de Santa Tecla | Plaça de la Font, Tarragona                     | Descarregat      | 9de8, 4de9fa, 3de9fa, Pde8fm                                | Primer 3de9fa descarregat a Tarragona.                                                            |
| 18 | Castellers de Vilafranca          | 21 de setembre de 2014 | Diada de la Mercè                                  | Plaça de Sant Jaume, Barcelona                  | Descarregat      | 9de8, 3de9fa, 4de9f, Pde7f                                  |                                                                                                   |
| 19 | Castellers de Vilafranca          | 5 d'octubre de 2014    | XXV Concurs de Castells de Tarragona               | Tarraco Arena Plaça, Tarragona                  | Descarregat      | 4de9fa, 3de9fa, Tde8sf(c), 3de10fm(c)                       |                                                                                                   |
| 20 | Colla Jove Xiquets de Tarragona   | 5 d'octubre de 2014    | XXV Concurs de Castells de Tarragona               | Tarraco Arena Plaça, Tarragona                  | Intent           | 9de8, 5de9f, 3de9fa(i), 3de10fm(c)                          | Primer intent de 3de9fa de la Colla Jove Xiquets de Tarragona.                                    |
| 21 | Castellers de Vilafranca          | 26 de juliol de 2015   | Diada de Les Santes                                | Plaça de Santa Anna, Mataró                     | Intent           | Tde9fm, 4de9f, 3de9fa(i), 3de9f, Pde8fm                     | Primer intent de 3de9fa a Mataró.                                                                 |
| 22 | Castellers de Vilafranca          | 22 d'agost de 2015     | Diada del Catllar                                  | Plaça de la Vila, El Catllar                    | Descarregat      | Tde9fm, 3de9fa, 3de9f, Pde8fm                               |                                                                                                   |
| 23 | Castellers de Vilafranca          | 23 d'agost de 2015     | Diada de Festa Major a L'Arboç                     | Plaça de la Vila, L'Arboç                       | Descarregat      | Tde9fm, 3de9fa, 3de9f, Pde8fm                               |                                                                                                   |
| 24 | Castellers de Vilafranca          | 30 d'agost de 2015     | Diada de Sant Fèlix                                | Plaça de la Vila, Vilafranca del Penedès        | Descarregat      | 3de9fa, 3de10fm(id), 3de10fm(c), Tde8sf(c), Pde8fm          |                                                                                                   |
| 25 | Castellers de Vilafranca          | 20 de setembre de 2015 | Diada del primer diumenge de festes de Santa Tecla | Plaça de la Font, Tarragona                     | Descarregat      | 3de10fm(c), 3de9fa, Tde8sf(c), Pde8fm                       |                                                                                                   |
| 26 | Castellers de Vilafranca          | 3 d'octubre de 2015    | Diada del Mercadal                                 | Plaça del Mercadal, Reus                        | Descarregat      | 3de9fa, 3de9f, Tde9fm, Pde8fm                               |                                                                                                   |
| 27 | Castellers de Vilafranca          | 1 de novembre de 2015  | Diada de Tots Sants                                | Plaça de la Vila, Vilafranca del Penedès        | Descarregat      | 3de9fa, Tde8sf, 3de10fm, Pde8fm                             |                                                                                                   |
| 28 | Minyons de Terrassa               | 22 de novembre de 2015 | XXXVII Diada dels Minyons de Terrassa              | Plaça Vella, Terrassa                           | Carregat         | 3de10fm, 4de10fm, 3de9fa(c), Pde8fm                         |                                                                                                   |
| 29 | Castellers de Vilafranca          | 24 de juliol de 2016   | Diada de Les Santes                                | Plaça de Santa Anna, Mataró                     | Descarregat      | Tde9fm(i), 3de9f, 3de9fa, 4de9f, Pde8fm                     | Primer 3de9fa descarregat a Mataró.                                                               |
| 30 | Castellers de Vilafranca          | 30 de juliol de 2016   | Diada Festa Major                                  | Plaça de la Vila, Vilanova i la Geltrú          | Descarregat      | Tde9fm, 3de10fm, 3de9fa, Pde8fm                             | Primer 3de9fa descarregat a Vilanova i la Geltrú.                                                 |
| 31 | Castellers de Vilafranca          | 15 d'agost de 2016     | Diada de Festa Major de La Bisbal del Penedès      | Carrer del Doctor Robert, La Bisbal del Penedès | Descarregat      | 3de9fa, 3de8ps, 4de9f, Pde7f                                | Primer 3de9fa descarregat a la Bisbal del Penedès.                                                |
| 32 | Castellers de Vilafranca          | 27 d'agost de 2016     | Diada de Festa Major del Catllar                   | Plaça de la Vila, El Catllar                    | Descarregat      | 3de9fa, Tde9fm, 4de9f, Pde8fm                               |                                                                                                   |
| 33 | Castellers de Vilafranca          | 30 d'agost de 2016     | Diada de Sant Fèlix                                | Plaça de la Vila, Vilafranca del Penedès        | Intent desmuntat | 3de10fm, 4de10fm(i), 3de9fa(id), 3de9fa, 4de10fm(c), Pde8fm |                                                                                                   |
| 34 | Castellers de Vilafranca          | 30 d'agost de 2016     | Diada de Sant Fèlix                                | Plaça de la Vila, Vilafranca del Penedès        | Descarregat      | 3de10fm, 4de10fm(i), 3de9fa(id), 3de9fa 4de10fm(c), Pde8fm  |                                                                                                   |
| 35 | Castellers de Vilafranca          | 18 de setembre de 2016 | Diada del primer diumenge de festes de Santa Tecla | Plaça de la Font, Tarragona                     | Descarregat      | 3de10fm, 3de9fa 2de9fm, Pde8fm                              |                                                                                                   |
| 36 | Colla Jove Xiquets de Tarragona   | 18 de setembre de 2016 | Diada del primer diumenge de festes de Santa Tecla | Plaça de la Font, Tarragona                     | Intent           | 5de9f, 3de9fa(i), 4de9f, 9de8 Pde8fm(c)                     |                                                                                                   |
| 37 | Colla Jove Xiquets de Tarragona   | 23 de setembre de 2016 | Diada de Santa Tecla                               | Plaça de la Font, Tarragona                     | Carregat         | 5de9f, 3de9fa(c), 9de8                                      | Primer 3d9fa carregat de la Colla Jove Xiquets de Tarragona.                                      |
| 38 | Colla Jove Xiquets de Tarragona   | 2 d'octubre de 2016    | XXVI Concurs de Castells de Tarragona              | Tarraco Arena Plaça, Tarragona                  | Descarregat      | 5de9f, 3de9fa, 3de10fm(i), 9de8                             | Primer 3d9fa descarregat de la Colla Jove Xiquets de Tarragona.                                   |
| 39 | Colla Jove Xiquets de Tarragona   | 16 d'octubre de 2016   | Diada de Santa Teresa                              | Plaça Vella, El Vendrell                        | Intent           | 3de10fm, 5de9f, 3de9fa(i), 9de8                             | Primer intent de 3de9fa al Vendrell.                                                              |
| 40 | Minyons de Terrassa               | 30 d'octubre de 2016   | Diada de Sant Narcís                               | Plaça del Vi, Girona                            | Descarregat      | 3de10fm(c), 3de9fa, 5de9f, Pde8fm                           | Primer 3d9fa descarregat dels Minyons de Terrassa. Primer 3de9fa descarregat a Girona.            |
| 41 | Castellers de Vilafranca          | 1 de novembre de 2016  | Diada de Tots Sants                                | Plaça de la Vila, Vilafranca del Penedès        | Descarregat      | 3de10fm, 3de9fa 4de9sf, Pde8fm                              |                                                                                                   |
| 42 | Minyons de Terrassa               | 20 de novembre de 2016 | Diada dels Minyons de Terrassa                     | Plaça Vella, Terrassa                           | Descarregat      | 3de10fm, 4de10fm, 2de8sf(i), 3de9fa, Pde8fm                 | Primer 3de9fa descarregat a Terrassa.                                                             |
| 43 | Castellers de Vilafranca          | 10 de juny de 2017     | Diada del Pati                                     | Plaça del Pati, Valls                           | Descarregat      | 3de9fa, Tde9fm, 4de9f, Pde7f(c)                             | Primer 3de9fa descarregat a Valls. Primer castell de gamma extra que fa una colla forana a Valls. |
| 44 | Castellers de Vilafranca          | 8 de juliol de 2017    | Diada del Pla de la Seu                            | Pla de la Seu, Tarragona                        | Descarregat      | 3de9fa, 4de9sf(i), 4de9f, 3de9f, 2 Pde5                     |                                                                                                   |
| 45 | Castellers de Vilafranca          | 15 de juliol de 2017   | Diada de les Cultures                              | Plaça del Pou, Altafulla                        | Descarregat      | 3de9fa, Tde9fm, 4de9f, Pde7f                                | Primer 3de9fa descarregat a Altafulla.                                                            |
| 46 | Castellers de Vilafranca          | 15 d'agost de 2017     | Festa Major de La Bisbal del Penedès               | Carrer del Doctor Robert, La Bisbal del Penedès | Intent           | 3de9fa(i), 4de9f, Tde9fm, 4de9fa(c), Pde6                   |                                                                                                   |
| 47 | Castellers de Vilafranca          | 26 d'agost de 2017     | Festa Major del Catllar                            | Plaça de la Vila, El Catllar                    | Descarregat      | Tde9fm, 3de9fa, 4de9f, Pde7f                                |                                                                                                   |
| 48 | Castellers de Vilafranca          | 30 d'agost de 2017     | Diada de Sant Fèlix                                | Plaça de la Vila, Vilafranca del Penedès        | Descarregat      | 3de10fm, Tde8sf, 4de10fm(i), 3de9fa, Pde8fm                 |                                                                                                   |
| 49 | Colla Jove Xiquets de Tarragona   | 23 de setembre de 2017 | Diada de Santa Tecla                               | Plaça de la Font, Tarragona                     | Carregat         | 5de9f, 3de9fa(c), 2de9fm, Pde8fm                            |                                                                                                   |
| 50 | Castellers de Vilafranca          | 7 d'octubre de 2017    | Diada del Mercadal                                 | Plaça del Mercadal, Reus                        | Descarregat      | 3de9fa, Tde9fm, Tde8sf, Pde8fm                              |                                                                                                   |
| 51 | Colla Vella dels Xiquets de Valls | 7 d'octubre de 2017    | Diada del Mercadal                                 | Plaça del Mercadal, Reus                        | Intent desmuntat | 5de9f, 4de10fm, 3de9fp(id), 9de8, Pde7f                     |                                                                                                   |
| 52 | Colla Joves Xiquets de Valls      | 22 d'octubre de 2017   | Diada de Santa Úrsula                              | Plaça del Blat, Valls                           | Intent desmuntat | 2de8sf(i), 3de9f, 3de9fp(id), 3de9fp(id), 2de8sf(c), Pde8fm | Primer intent de 3de9fp de la Colla Joves Xiquets de Valls.                                       |
| 53 | Colla Joves Xiquets de Valls      | 22 d'octubre de 2017   | Diada de Santa Úrsula                              | Plaça del Blat, Valls                           | Intent desmuntat | 2de8sf(i), 3de9f, 3de9fp(id), 3de9fp(id), 2de8sf(c), Pde8fm |                                                                                                   |
| 54 | Castellers de Vilafranca          | 1 de novembre de 2017  | Diada de Tots Sants                                | Plaça de la Vila, Vilafranca del Penedès        | Descarregat      | 3de10fm, Tde8sf, 3de9fa, Pde8fm(i), Pde8fm                  |                                                                                                   |
| 55 | Castellers de Vilafranca          | 30 d'agost de 2019     | Diada de Sant Fèlix                                | Plaça de la Vila, Vilafranca del Penedès        | Intent desmuntat | 3de10fm(c), 3de9fa(id), 3de9fa, 4de9sf(id), Tde9fm, Pde8fm  |                                                                                                   |
| 56 | Castellers de Vilafranca          | 30 d'agost de 2019     | Diada de Sant Fèlix                                | Plaça de la Vila, Vilafranca del Penedès        | Descarregat      | 3de10fm(c), 3de9fa(id), 3de9fa, 4de9sf(id), Tde9fm, Pde8fm  |                                                                                                   |
| 57 | Castellers de Vilafranca          | 15 de setembre de 2019 | Diada del primer diumenge de festes de Santa Tecla | Plaça de la Font, Tarragona                     | Intent           | Tde9fm, 3de9fa(i), 3de9f, 4de9f, Pde7f                      |                                                                                                   |
| 58 | Minyons de Terrassa               | 22 de setembre de 2019 | Diada de la Mercè                                  | Plaça de Sant Jaume, Barcelona                  | Intent           | 2de9fm, 3de9fa(i), 3de9f, 5de8, Pde7f                       |                                                                                                   |
| 59 | Castellers de Vilafranca          | 5 d'octubre de 2019    | Diada del Mercadal                                 | Plaça del Mercadal, Reus                        | Intent           | 3de9f, 3de9fa(i), 4de9f, Tde9fm, Pde7f                      |                                                                                                   |

| Núm. | Colla                             | Data                   | Diada                                              | Plaça                                           | Resultat         | Actuació                                                    | Notes                                                                                             |
| ---- | --------------------------------- | ---------------------- | -------------------------------------------------- | ----------------------------------------------- | ---------------- | ----------------------------------------------------------- | ------------------------------------------------------------------------------------------------- |
| 7    | Castellers de Vilafranca          | 25 de setembre de 2011 | Diada de la Mercè                                  | Plaça de Sant Jaume, Barcelona                  | Intent           | 4de9f, 3de9fa(i), 3de9fa, Td9fm, Pde8fm                     | Primer intent de 3de9fa a Barcelona.                                                              |
| 8    | Castellers de Vilafranca          | 25 de setembre de 2011 | Diada de la Mercè                                  | Plaça de Sant Jaume, Barcelona                  | Descarregat      | 4de9f, 3de9fa(i), 3de9fa, Td9fm, Pde8fm                     | Primer 3de9fa descarregat a Barcelona.                                                            |
| 9    | Castellers de Vilafranca          | 26 d'agost de 2012     | Diada de Festa Major a L'Arboç                     | Plaça de la Vila, L'Arboç                       | Descarregat      | 4de9f, 3de9fa, 3de9f, Pde8fm                                | Primer 3de9fa descarregat a l'Arboç.                                                              |
| 10   | Castellers de Vilafranca          | 30 d'agost de 2012     | Diada de Sant Fèlix                                | Plaça de la Vila, Vilafranca del Penedès        | Descarregat      | 4de9fa, 3de9fa, Tde8sf, Pde8fm                              |                                                                                                   |
| 11   | Castellers de Vilafranca          | 16 de setembre de 2012 | Diada del primer diumenge de festes de Santa Tecla | Plaça de la Font, Tarragona                     | Intent           | 4de9f, 3de9fa(i), 3de9f, 3de8a, Pde5                        | Primer intent de 3de9fa a Tarragona.                                                              |
| 12   | Castellers de Vilafranca          | 7 d'octubre de 2012    | XXIV Concurs de Castells de Tarragona              | Tarraco Arena Plaça, Tarragona                  | Carregat         | 4de9fa(c), 3de9fa(c), Tde8sf, 4de9sf                        | Primer 3de9fa carregat a Tarragona.                                                               |
| 13   | Castellers de Vilafranca          | 24 d'agost de 2013     | Festa Major del Catllar                            | Plaça de la Vila, El Catllar                    | Descarregat      | 3de9fa, Tde9fm, 4de9f, Pde7f                                | Primer 3de9fa descarregat al Catllar.                                                             |
| 14   | Castellers de Vilafranca          | 22 de setembre de 2013 | Diada de la Mercè                                  | Plaça de Sant Jaume, Barcelona                  | Descarregat      | 4de9f, 3de9fa, 9de8, Pde7f                                  |                                                                                                   |
| 15   | Castellers de Vilafranca          | 5 d'octubre de 2013    | Diada del Mercadal                                 | Plaça del Mercadal, Reus                        | Descarregat      | 9de8, 3de9fa, 4de9f, Pde8fm                                 | Primer 3de9fa descarregat a Reus.                                                                 |
| 16   | Castellers de Vilafranca          | 23 d'agost de 2014     | Diada del Catllar                                  | Plaça de la Vila, El Catllar                    | Descarregat      | 9de8, 3de9fa, 3de9f, Pde7f                                  |                                                                                                   |
| 17   | Castellers de Vilafranca          | 14 de setembre de 2014 | Diada del primer diumenge de festes de Santa Tecla | Plaça de la Font, Tarragona                     | Descarregat      | 9de8, 4de9fa, 3de9fa, Pde8fm                                | Primer 3de9fa descarregat a Tarragona.                                                            |
| 18   | Castellers de Vilafranca          | 21 de setembre de 2014 | Diada de la Mercè                                  | Plaça de Sant Jaume, Barcelona                  | Descarregat      | 9de8, 3de9fa, 4de9f, Pde7f                                  |                                                                                                   |
| 19   | Castellers de Vilafranca          | 5 d'octubre de 2014    | XXV Concurs de Castells de Tarragona               | Tarraco Arena Plaça, Tarragona                  | Descarregat      | 4de9fa, 3de9fa, Tde8sf(c), 3de10fm(c)                       |                                                                                                   |
| 20   | Colla Jove Xiquets de Tarragona   | 5 d'octubre de 2014    | XXV Concurs de Castells de Tarragona               | Tarraco Arena Plaça, Tarragona                  | Intent           | 9de8, 5de9f, 3de9fa(i), 3de10fm(c)                          | Primer intent de 3de9fa de la Colla Jove Xiquets de Tarragona.                                    |
| 21   | Castellers de Vilafranca          | 26 de juliol de 2015   | Diada de Les Santes                                | Plaça de Santa Anna, Mataró                     | Intent           | Tde9fm, 4de9f, 3de9fa(i), 3de9f, Pde8fm                     | Primer intent de 3de9fa a Mataró.                                                                 |
| 22   | Castellers de Vilafranca          | 22 d'agost de 2015     | Diada del Catllar                                  | Plaça de la Vila, El Catllar                    | Descarregat      | Tde9fm, 3de9fa, 3de9f, Pde8fm                               |                                                                                                   |
| 23   | Castellers de Vilafranca          | 23 d'agost de 2015     | Diada de Festa Major a L'Arboç                     | Plaça de la Vila, L'Arboç                       | Descarregat      | Tde9fm, 3de9fa, 3de9f, Pde8fm                               |                                                                                                   |
| 24   | Castellers de Vilafranca          | 30 d'agost de 2015     | Diada de Sant Fèlix                                | Plaça de la Vila, Vilafranca del Penedès        | Descarregat      | 3de9fa, 3de10fm(id), 3de10fm(c), Tde8sf(c), Pde8fm          |                                                                                                   |
| 25   | Castellers de Vilafranca          | 20 de setembre de 2015 | Diada del primer diumenge de festes de Santa Tecla | Plaça de la Font, Tarragona                     | Descarregat      | 3de10fm(c), 3de9fa, Tde8sf(c), Pde8fm                       |                                                                                                   |
| 26   | Castellers de Vilafranca          | 3 d'octubre de 2015    | Diada del Mercadal                                 | Plaça del Mercadal, Reus                        | Descarregat      | 3de9fa, 3de9f, Tde9fm, Pde8fm                               |                                                                                                   |
| 27   | Castellers de Vilafranca          | 1 de novembre de 2015  | Diada de Tots Sants                                | Plaça de la Vila, Vilafranca del Penedès        | Descarregat      | 3de9fa, Tde8sf, 3de10fm, Pde8fm                             |                                                                                                   |
| 28   | Minyons de Terrassa               | 22 de novembre de 2015 | XXXVII Diada dels Minyons de Terrassa              | Plaça Vella, Terrassa                           | Carregat         | 3de10fm, 4de10fm, 3de9fa(c), Pde8fm                         |                                                                                                   |
| 29   | Castellers de Vilafranca          | 24 de juliol de 2016   | Diada de Les Santes                                | Plaça de Santa Anna, Mataró                     | Descarregat      | Tde9fm(i), 3de9f, 3de9fa, 4de9f, Pde8fm                     | Primer 3de9fa descarregat a Mataró.                                                               |
| 30   | Castellers de Vilafranca          | 30 de juliol de 2016   | Diada Festa Major                                  | Plaça de la Vila, Vilanova i la Geltrú          | Descarregat      | Tde9fm, 3de10fm, 3de9fa, Pde8fm                             | Primer 3de9fa descarregat a Vilanova i la Geltrú.                                                 |
| 31   | Castellers de Vilafranca          | 15 d'agost de 2016     | Diada de Festa Major de La Bisbal del Penedès      | Carrer del Doctor Robert, La Bisbal del Penedès | Descarregat      | 3de9fa, 3de8ps, 4de9f, Pde7f                                | Primer 3de9fa descarregat a la Bisbal del Penedès.                                                |
| 32   | Castellers de Vilafranca          | 27 d'agost de 2016     | Diada de Festa Major del Catllar                   | Plaça de la Vila, El Catllar                    | Descarregat      | 3de9fa, Tde9fm, 4de9f, Pde8fm                               |                                                                                                   |
| 33   | Castellers de Vilafranca          | 30 d'agost de 2016     | Diada de Sant Fèlix                                | Plaça de la Vila, Vilafranca del Penedès        | Intent desmuntat | 3de10fm, 4de10fm(i), 3de9fa(id), 3de9fa, 4de10fm(c), Pde8fm |                                                                                                   |
| 34   | Castellers de Vilafranca          | 30 d'agost de 2016     | Diada de Sant Fèlix                                | Plaça de la Vila, Vilafranca del Penedès        | Descarregat      | 3de10fm, 4de10fm(i), 3de9fa(id), 3de9fa 4de10fm(c), Pde8fm  |                                                                                                   |
| 35   | Castellers de Vilafranca          | 18 de setembre de 2016 | Diada del primer diumenge de festes de Santa Tecla | Plaça de la Font, Tarragona                     | Descarregat      | 3de10fm, 3de9fa 2de9fm, Pde8fm                              |                                                                                                   |
| 36   | Colla Jove Xiquets de Tarragona   | 18 de setembre de 2016 | Diada del primer diumenge de festes de Santa Tecla | Plaça de la Font, Tarragona                     | Intent           | 5de9f, 3de9fa(i), 4de9f, 9de8 Pde8fm(c)                     |                                                                                                   |
| 37   | Colla Jove Xiquets de Tarragona   | 23 de setembre de 2016 | Diada de Santa Tecla                               | Plaça de la Font, Tarragona                     | Carregat         | 5de9f, 3de9fa(c), 9de8                                      | Primer 3d9fa carregat de la Colla Jove Xiquets de Tarragona.                                      |
| 38   | Colla Jove Xiquets de Tarragona   | 2 d'octubre de 2016    | XXVI Concurs de Castells de Tarragona              | Tarraco Arena Plaça, Tarragona                  | Descarregat      | 5de9f, 3de9fa, 3de10fm(i), 9de8                             | Primer 3d9fa descarregat de la Colla Jove Xiquets de Tarragona.                                   |
| 39   | Colla Jove Xiquets de Tarragona   | 16 d'octubre de 2016   | Diada de Santa Teresa                              | Plaça Vella, El Vendrell                        | Intent           | 3de10fm, 5de9f, 3de9fa(i), 9de8                             | Primer intent de 3de9fa al Vendrell.                                                              |
| 40   | Minyons de Terrassa               | 30 d'octubre de 2016   | Diada de Sant Narcís                               | Plaça del Vi, Girona                            | Descarregat      | 3de10fm(c), 3de9fa, 5de9f, Pde8fm                           | Primer 3d9fa descarregat dels Minyons de Terrassa. Primer 3de9fa descarregat a Girona.            |
| 41   | Castellers de Vilafranca          | 1 de novembre de 2016  | Diada de Tots Sants                                | Plaça de la Vila, Vilafranca del Penedès        | Descarregat      | 3de10fm, 3de9fa 4de9sf, Pde8fm                              |                                                                                                   |
| 42   | Minyons de Terrassa               | 20 de novembre de 2016 | Diada dels Minyons de Terrassa                     | Plaça Vella, Terrassa                           | Descarregat      | 3de10fm, 4de10fm, 2de8sf(i), 3de9fa, Pde8fm                 | Primer 3de9fa descarregat a Terrassa.                                                             |
| 43   | Castellers de Vilafranca          | 10 de juny de 2017     | Diada del Pati                                     | Plaça del Pati, Valls                           | Descarregat      | 3de9fa, Tde9fm, 4de9f, Pde7f(c)                             | Primer 3de9fa descarregat a Valls. Primer castell de gamma extra que fa una colla forana a Valls. |
| 44   | Castellers de Vilafranca          | 8 de juliol de 2017    | Diada del Pla de la Seu                            | Pla de la Seu, Tarragona                        | Descarregat      | 3de9fa, 4de9sf(i), 4de9f, 3de9f, 2 Pde5                     |                                                                                                   |
| 45   | Castellers de Vilafranca          | 15 de juliol de 2017   | Diada de les Cultures                              | Plaça del Pou, Altafulla                        | Descarregat      | 3de9fa, Tde9fm, 4de9f, Pde7f                                | Primer 3de9fa descarregat a Altafulla.                                                            |
| 46   | Castellers de Vilafranca          | 15 d'agost de 2017     | Festa Major de La Bisbal del Penedès               | Carrer del Doctor Robert, La Bisbal del Penedès | Intent           | 3de9fa(i), 4de9f, Tde9fm, 4de9fa(c), Pde6                   |                                                                                                   |
| 47   | Castellers de Vilafranca          | 26 d'agost de 2017     | Festa Major del Catllar                            | Plaça de la Vila, El Catllar                    | Descarregat      | Tde9fm, 3de9fa, 4de9f, Pde7f                                |                                                                                                   |
| 48   | Castellers de Vilafranca          | 30 d'agost de 2017     | Diada de Sant Fèlix                                | Plaça de la Vila, Vilafranca del Penedès        | Descarregat      | 3de10fm, Tde8sf, 4de10fm(i), 3de9fa, Pde8fm                 |                                                                                                   |
| 49   | Colla Jove Xiquets de Tarragona   | 23 de setembre de 2017 | Diada de Santa Tecla                               | Plaça de la Font, Tarragona                     | Carregat         | 5de9f, 3de9fa(c), 2de9fm, Pde8fm                            |                                                                                                   |
| 50   | Castellers de Vilafranca          | 7 d'octubre de 2017    | Diada del Mercadal                                 | Plaça del Mercadal, Reus                        | Descarregat      | 3de9fa, Tde9fm, Tde8sf, Pde8fm                              |                                                                                                   |
| 51   | Colla Vella dels Xiquets de Valls | 7 d'octubre de 2017    | Diada del Mercadal                                 | Plaça del Mercadal, Reus                        | Intent desmuntat | 5de9f, 4de10fm, 3de9fp(id), 9de8, Pde7f                     |                                                                                                   |
| 52   | Colla Joves Xiquets de Valls      | 22 d'octubre de 2017   | Diada de Santa Úrsula                              | Plaça del Blat, Valls                           | Intent desmuntat | 2de8sf(i), 3de9f, 3de9fp(id), 3de9fp(id), 2de8sf(c), Pde8fm | Primer intent de 3de9fp de la Colla Joves Xiquets de Valls.                                       |
| 53   | Colla Joves Xiquets de Valls      | 22 d'octubre de 2017   | Diada de Santa Úrsula                              | Plaça del Blat, Valls                           | Intent desmuntat | 2de8sf(i), 3de9f, 3de9fp(id), 3de9fp(id), 2de8sf(c), Pde8fm |                                                                                                   |
| 54   | Castellers de Vilafranca          | 1 de novembre de 2017  | Diada de Tots Sants                                | Plaça de la Vila, Vilafranca del Penedès        | Descarregat      | 3de10fm, Tde8sf, 3de9fa, Pde8fm(i), Pde8fm                  |                                                                                                   |
| 55   | Castellers de Vilafranca          | 30 d'agost de 2019     | Diada de Sant Fèlix                                | Plaça de la Vila, Vilafranca del Penedès        | Intent desmuntat | 3de10fm(c), 3de9fa(id), 3de9fa, 4de9sf(id), Tde9fm, Pde8fm  |                                                                                                   |
| 56   | Castellers de Vilafranca          | 30 d'agost de 2019     | Diada de Sant Fèlix                                | Plaça de la Vila, Vilafranca del Penedès        | Descarregat      | 3de10fm(c), 3de9fa(id), 3de9fa, 4de9sf(id), Tde9fm, Pde8fm  |                                                                                                   |
| 57   | Castellers de Vilafranca          | 15 de setembre de 2019 | Diada del primer diumenge de festes de Santa Tecla | Plaça de la Font, Tarragona                     | Intent           | Tde9fm, 3de9fa(i), 3de9f, 4de9f, Pde7f                      |                                                                                                   |
| 58   | Minyons de Terrassa               | 22 de setembre de 2019 | Diada de la Mercè                                  | Plaça de Sant Jaume, Barcelona                  | Intent           | 2de9fm, 3de9fa(i), 3de9f, 5de8, Pde7f                       |                                                                                                   |
| 59   | Castellers de Vilafranca          | 5 d'octubre de 2019    | Diada del Mercadal                                 | Plaça del Mercadal, Reus                        | Intent           | 3de9f, 3de9fa(i), 4de9f, Tde9fm, Pde7f                      |                                                                                                   |

## Colles

### Assolit
Actualment hi ha tres colles castelleres que han aconseguit assolir el 3 de 9 amb folre i l'agulla i totes tres l'han descarregat. La taula següent mostra la data (any/mes/dia), diada i plaça en què les colles el carregaren i/o descarregaren per primera vegada:
| Núm. | Colla                           | Carregat         | Diada                              | Plaça                                    | Descarregat     | Diada                                 | Plaça                                    |
| ---- | ------------------------------- | ---------------- | ---------------------------------- | ---------------------------------------- | --------------- | ------------------------------------- | ---------------------------------------- |
| 1    | Castellers de Vilafranca        | 31 agost 2009    | Diada de Sant Ramon                | Plaça de la Vila, Vilafranca del Penedès | 31 agost 2009   | Diada de Sant Ramon                   | Plaça de la Vila, Vilafranca del Penedès |
| 2    | Colla Jove Xiquets de Tarragona | 23 setembre 2016 | Diada de Santa Tecla               | Plaça de la Font, Tarragona              | 2 octubre 2016  | XXVI Concurs de castells de Tarragona | Tarraco Arena Plaça, Tarragona           |
| 3    | Minyons de Terrassa             | 16 novembre 2008 | XXX Diada dels Minyons de Terrassa | Raval de Montserrat, Terrassa            | 30 octubre 2016 | Diada de Sant Narcís                  | Plaça del Vi, Girona                     |

### No assolit
Actualment hi ha 2 colles castelleres que han intentat el 3 de 9 amb folre i agulla, és a dir, que l'han assajat i portat a plaça però que no l'han carregat mai. La taula següent mostra la data, diada i plaça en què les colles l'intentaren per primera vegada:
| Núm. | Colla                             | Intent          | Diada                 | Plaça                                    |
| ---- | --------------------------------- | --------------- | --------------------- | ---------------------------------------- |
| 1    | Colla Vella dels Xiquets de Valls | 30 agost 2008   | Diada de Sant Fèlix   | Plaça de la Vila, Vilafranca del Penedès |
| 2    | Colla Joves Xiquets de Valls      | 22 octubre 2017 | Diada de Santa Úrsula | Plaça del Blat de Valls                  |

## Estadística
| Resultat              |
| --------------------- |
| Descarregat (D)       |
| Carregat (C)          |
| Intent (I)            |
| Intent desmuntat (ID) |

Actualitzat el 31 de desembre de 2024

### Nombre de vegades
| Núm.        | Colla                             | Resultats globals | Resultats globals | Resultats globals | Resultats globals | Total | Resultats parcials | Resultats parcials | Resultats parcials |
| Núm.        | Colla                             | D                 | C                 | I                 | ID                | Total | Assolit (D+C)      | No assolit (I+ID)  | Caigudes (C+I)     |
| ----------- | --------------------------------- | ----------------- | ----------------- | ----------------- | ----------------- | ----- | ------------------ | ------------------ | ------------------ |
| 1           | Castellers de Vilafranca          | 33                | 1                 | 7                 | 2                 | 43    | 34                 | 9                  | 8                  |
| 2           | Minyons de Terrassa               | 2                 | 2                 | 1                 | 0                 | 5     | 4                  | 1                  | 3                  |
| 3           | Colla Jove Xiquets de Tarragona   | 1                 | 2                 | 3                 | 0                 | 6     | 3                  | 3                  | 5                  |
| 4           | Colla Vella dels Xiquets de Valls | 0                 | 0                 | 2                 | 1                 | 3     | 0                  | 3                  | 2                  |
| 5           | Colla Joves Xiquets de Valls      | 0                 | 0                 | 0                 | 2                 | 2     | 0                  | 2                  | 0                  |
| Total       | Total                             | 36                | 5                 | 13                | 5                 | 59    | 41                 | 18                 | 18                 |
| Percentatge | Percentatge                       | 61,0%             | 8,5%              | 22,0%             | 8,5%              | 100%  | 69,5%              | 30,5%              | 30,5%              |

### Poblacions
| Núm.  | Població              | D  | C | I  | ID | Total |
| ----- | --------------------- | -- | - | -- | -- | ----- |
| 1     | Vilafranca            | 10 | 0 | 2  | 0  | 14    |
| 2     | Tarragona             | 6  | 3 | 4  | 0  | 13    |
| 3     | El Catllar            | 5  | 0 | 0  | 0  | 5     |
| 4     | Barcelona             | 3  | 0 | 2  | 0  | 5     |
| 4     | Reus                  | 3  | 0 | 1  | 1  | 5     |
| 5     | L'Arboç               | 2  | 0 | 0  | 0  | 2     |
| 6     | Terrassa              | 1  | 2 | 0  | 0  | 3     |
| 7     | Valls                 | 1  | 0 | 1  | 2  | 4     |
| 7     | Mataró                | 1  | 0 | 1  | 0  | 2     |
| 7     | La Bisbal del Penedès | 1  | 0 | 1  | 0  | 2     |
| 7     | Vilanova i la Geltrú  | 1  | 0 | 0  | 0  | 1     |
| 7     | Girona                | 1  | 0 | 0  | 0  | 1     |
| 7     | Altafulla             | 1  | 0 | 0  | 0  | 1     |
| 8     | El Vendrell           | 0  | 0 | 1  | 0  | 1     |
| Total | Total                 | 36 | 5 | 13 | 5  | 59    |

### Temporades
La taula següent mostra totes les ocasions en què ha estat intentat per les colles al llarg de les temporades, des del primer intentat el 2008.
| Núm.  | Colla                             | 2008   | 2009   | 2010 | 2011   | 2012       | 2013 | 2014   | 2015       | 2016             | 2017            |  | 2019        | Total             |
| ----- | --------------------------------- | ------ | ------ | ---- | ------ | ---------- | ---- | ------ | ---------- | ---------------- | --------------- |  | ----------- | ----------------- |
| 1     | Castellers de Vilafranca          |        | 1d, 1i | 1d   | 1d, 1i | 2d, 1c, 1i | 3d   | 4d     | 6d, 1i     | 7d, 1id          | 7d, 1i          |  | 1d, 2i, 1id | 33d, 1c, 7i, 2id  |
| 2     | Minyons de Terrassa               | 1c     |        |      |        |            |      |        | 1c         | 2d               |                 |  | 1i          | 2d, 2c, 1i        |
| 3     | Colla Jove Xiquets de Tarragona   |        |        |      |        |            |      | 1i     |            | 1d, 1c, 2i       | 1c              |  |             | 1d, 2c, 3i        |
| 4     | Colla Vella dels Xiquets de Valls | 2i     |        |      |        |            |      |        |            |                  | 1id             |  |             | 2i, 1id           |
| 5     | Colla Joves Xiquets de Valls      |        |        |      |        |            |      |        |            |                  | 2id             |  |             | 2id               |
| Total | Total                             | 1c, 2i | 1d, 1i | 1d   | 1d, 1i | 2d, 1c, 1i | 3d   | 4d, 1i | 6d, 1c, 1i | 10d, 1c, 2i, 1id | 7d, 1c, 1i, 3id |  | 1d, 2i, 1id | 36d, 5c, 13i, 5id |